# 彰化縣公共自行車租賃系統站點列表
彰化縣公共自行車租賃系統（MOOVO 彰化）是彰化縣的公共自行車租賃系統，採無人化自助式服務，由彰化縣政府提案。2021年6月30日前由微笑單車公司負責建置和營運YouBike1.0系統，2021年6月30日至11月10日期間原YouBike1.0系統由運點科技暫時負責營運，2021年11月10日後全面改用MOOVO系統。
MOOVO系統截至2025年8月13日，共設置138個站點（彰化市40個、員林市34個、鹿港鎮14個、和美鎮9個、溪湖鎮5個、溪州鄉1個、田中鎮11個、花壇鄉7個、社頭鄉9個、大村鄉8個）。

## MOOVO系統（現狀）

### 彰化市
1. 彰化火車站前站
2. 扇形車庫停車場
3. 長安中華路口(彰基中華分院)
4. 忠孝國小
5. 彰化縣立圖書館
6. 中山國小
7. 彰化縣政府
8. 華興公園
9. 平和國小
10. 民族路219巷路口
11. 成功社區活動中心
12. 陽明國中
13. 大成國小
14. 彰化基督教醫院
15. 彰化高中
16. 精誠中學
17. 彰化縣衛生局
18. 彰化家樂福
19. 縣府第二辦公大樓
20. 南北管音樂戲曲館
21. 延平公園
22. 延平公園(北側)
23. 彰化藝術高中
24. 彰化秀傳醫院
25. 彰師附工
26. 建國科技大學
27. 彰化縣警察局
28. 泰和國小
29. 彰化師範大學
30. 原住民生活館
31. 信義國中(小)
32. 漢銘醫院
33. 彰興國中
34. 南興國小
35. 彰化女中
36. 彰化高商
37. 彰化基督教醫院(南校街)
38. 彰化基督教醫院大埔宿舍
39. 彰化高中(華陽街)
40. 東芳國小

### 員林市
1. 員林轉運站
2. 三角公園
3. 員林火車站前廣場
4. 彰化地方法院
5. 崇實高工
6. 至善公園
7. 員林高中
8. 員林市公所
9. 泰山停車場
10. 第一市場
11. 公十四公園
12. 三多公園
13. 三樺公園
14. 員林郵局
15. 員林分局
16. 員林國小
17. 思夢樂
18. 老人文康活動中心
19. 圓林園站
20. 惠明停車場
21. 員林農工
22. 公十五公園
23. 員林家商
24. 員林演藝廳
25. 彰南運動中心
26. 張氏園
27. 南區運動中心
28. 大慶商工
29. 百果山
30. 員東晴雨球場
31. 員林地稅分局
32. 公三公園
33. 龍燈公園
34. 彰化縣警察局員林分局東山派出所

### 鹿港鎮
1. 彰化縣旅遊服務中心
2. 鹿港分局
3. 桂花巷藝術村
4. 鹿港鎮立圖書館
5. 文開國小
6. 鹿港高中
7. 第一立體停車場
8. 鹿港民俗文物館
9. 福興第一停車場
10. 鹿港國小
11. 鹿港文武廟
12. 開源廣場
13. 鹿港鎮圖書藝文中心
14. 鹿港農會頂番分社

### 和美鎮
1. 道東書院
2. 和東國小
3. 和美鎮公所
4. 烏溪堤岸
5. 新庄國小
6. 和群國中
7. 和仁國小
8. 和美運動公園
9. 卡里善之樹

### 溪湖鎮
1. 溪湖糖廠
2. 溪湖第一公有零售市場
3. 成功高中
4. 溪湖國中
5. 溪湖高中

### 溪州鄉
1. 溪州森林公園

### 田中鎮
1. 田中高中
2. 田中火車站
3. 新民國小
4. 田中鎮農會
5. 田中派出所
6. 田中鎮公所
7. 三潭國小
8. 高鐵彰化站
9. 龍江館
10. 田中氣象站
11. 田中米寶親子公園

### 花壇鄉
1. 花壇國中
2. 虎山巖
3. 花壇圖書館
4. 文德宮
5. 花壇國小
6. 花壇鄉公所
7. 花壇火車站

### 社頭鄉
1. 織襪產業園區(北站)
2. 織襪產業園區(東站)
3. 舊社國小
4. 社頭公有零售市場
5. 社頭鄉公所
6. 社頭鄉農會清水分部
7. 社頭運動公園
8. 社頭火車站
9. 清水岩生態展示中心

### 大村鄉
1. 大村火車站前站
2. 大村火車站後站
3. 大村鄉公所
4. 大庄慈雲寺
5. 第二兒童公園
6. 大葉大學
7. 樂群學舍
8. 大村大橋頭慈鳳宮

## YouBike系統時期
原YouBike1.0系統於2021年6月30日結束營運前，於彰化縣共設有68個站點，包括彰化市（31個）、員林市（19個）及鹿港鎮（18個）。微笑單車的YouBike服務中心曾設在彰化市三民路和員林市日泰街。
2021年7月1日至11月10日期間，由運點科技負責短暫營運的原YouBike1.0系統，於彰化縣共設有68個站點，包括彰化市（31個）、員林市（19個）及鹿港鎮（16個）。服務中心在彰化市中正路和員林車站內。
彰化市
| 最後租賃站名稱             | 最後設站位置                                 | 最後鎖孔數量 | 啟用日期   |
| -------------------------- | -------------------------------------------- | ------------ | ---------- |
| 彰化火車站前站             | 中正路一段光復路口                           | 96           | 2014/5/22  |
| 彰化火車站後站             | 忠孝街/辭修路口(東北側)                      | 62           | 2014/5/22  |
| 忠孝國小                   | 忠誠路//孝德街口                             | 38           | 2014/5/22  |
| 大成國小                   | 自強路/自強路299巷口                         | 36           | 2014/5/22  |
| 泰和國小                   | 建國東路/泰豐街口(南側)                      | 44           | 2014/5/22  |
| 彰化縣政府                 | 中山路二段/南郭路一段(東南側)                | 50           | 2014/5/22  |
| 彰化縣立圖書館             | 中山路二段/東民街口(東北側)                  | 68           | 2014/5/22  |
| 南北管音樂戲曲館           | 平和十一街/平和十四街口(西北側)              | 42           | 2014/5/23  |
| 信義國中(小)               | 向陽街/崙平南路口(東北側)                    | 36           | 2014/5/23  |
| 華興公園                   | 金馬路二段/彰新路一段115巷口(西南側)         | 32           | 2014/5/23  |
| 彰化縣警察局               | 中正路二段800巷/中正路二段(西南側)           | 40           | 2014/5/23  |
| 成功社區活動中心           | 曉陽路17巷/旭光西路口(西南側)                | 32           | 2014/5/23  |
| 彰化縣衛生局               | 中山路二段/中山路二段158巷口(衛生局停車場內) | 40           | 2014/5/23  |
| 精誠中學                   | 精誠路/林森路口(東北側)                      | 50           | 2014/5/31  |
| 彰興國中                   | 埔西街97巷/埔西街(東北側)                    | 30           | 2014/5/31  |
| 漢銘醫院                   | 中山路一段/雲長路(東北側)                    | 32           | 2014/5/31  |
| 陽明國中                   | 長順街/三民路口(西南側)                      | 38           | 2014/5/31  |
| 延平公園                   | 中山路一段622巷86弄12號對面                  | 40           | 2014/6/6   |
| 縣府第二辦公大樓           | 建寶街20號旁(彰基福懋大樓)                   | 40           | 2014/6/7   |
| 建國科技大學               | 介壽北路108巷1弄(校門口前西南側)             | 78           | 2014/6/14  |
| 彰化基督教醫院             | 旭光路235號前(星巴克彰基門市前)              | 34           | 2014/6/14  |
| 中山國小                   | 中山路二段/永昌街(維種大廈對面)              | 36           | 2014/6/14  |
| 原住民生活館               | 中山路三段/中山路三段266號                   | 30           | 2014/6/14  |
| 長安中華路口(彰基中華分院) | 長安街174號對面(彰基中華院區)                | 30           | 2014/6/21  |
| 平和國小                   | 中正路二段495號對面                          | 30           | 2014/6/28  |
| 彰化師範大學               | 進德路/進德路2巷(東南側)                     | 50           | 2014/6/28  |
| 彰師附工                   | 進德路/進德路2巷(東南側)                     | 60           | 2014/6/28  |
| 民族路219巷路口            | 民族路/民族路219巷口                         | 28           | 2014/7/10  |
| 彰化高中                   | 南郭路一段/南郭路一段191巷口                 | 68           | 2014/7/19  |
| 彰化藝術高中               | 公園路一段/公園路一段409號路口(水利資源處)   | 40           | 2014/8/7   |
| 彰化秀傳醫院               | 中山路一段/中山路一段556巷口                 | 40           | 2014/11/26 |

員林市
| 最後租賃站名稱             | 最後設站位置                             | 最後鎖孔數量 | 啟用日期   |
| -------------------------- | ---------------------------------------- | ------------ | ---------- |
| 員林火車站前廣場           | 民權街54號對面                           | 100          | 2014/08/25 |
| 員林市公所                 | 三民街18號                               | 60           | 2014/08/25 |
| 員林分局                   | 大同路一段與和平東街交叉路口             | 54           | 2014/08/25 |
| 第一市場                   | 民生路130號對面                          | 52           | 2014/08/25 |
| 三多公園                   | 中山路二段(特力屋旁公園)                 | 52           | 2014/08/25 |
| 三樺公園                   | 大同路二段129巷/大仁南街37巷             | 56           | 2014/08/25 |
| 至善公園                   | 至平街靠近福榮街(至善公園)旁             | 60           | 2014/08/25 |
| 崇實高工                   | 和平東街102號對面                        | 38           | 2014/09/18 |
| 員林郵局                   | 林森路調解委員會對面                     | 50           | 2014/09/18 |
| 老人文康活動中心           | 惠明街18巷公園草地(老人會館)             | 36           | 2014/09/18 |
| 三角公園                   | 中山路二段與靜修路交叉處                 | 54           | 2014/09/20 |
| 員林農工                   | 員水路二段全家對面                       | 50           | 2014/09/20 |
| 泰山停車場                 | 浮圳路二段/大仁南街口                    | 44           | 2014/09/26 |
| 員林高中                   | 靜修路員林高中游泳池旁                   | 56           | 2014/09/26 |
| 員林國小                   | 大同路一段與三民東街交叉處               | 48           | 2014/09/26 |
| 育英國小                   | 光明街31號(面對育英國小校門左側)         | 60           | 2014/10/7  |
| 彰化地檢署(舊彰化地方法院) | 中山路二段與法院南街交叉路口(法院圍牆旁) | 48           | 2014/10/17 |
| 員林演藝廳                 | 中正路二巷99號左側                       | 48           | 2014/11/21 |

鹿港鎮
| 最後租賃站名稱           | 最後設站位置                                 | 最後鎖孔數量 | 啟用日期   |
| ------------------------ | -------------------------------------------- | ------------ | ---------- |
| 彰化縣旅遊服務中心       | 復興路(漁會大樓對面人行道)                   | 100          | 2014/12/17 |
| 桂花巷藝術村             | 公園一路與成功路交叉口                       | 56           | 2014/12/17 |
| 第一立體停車場           | 民族路菜園路口(民族路252號對面)              | 46           | 2014/12/17 |
| 鹿港民俗文物館           | 景興街停車場(館前街80號左側人行道)           | 56           | 2014/12/17 |
| 鹿港圖書藝文中心         | 文化路新興街口(文化路藝文中心前機車停車場內) | 54           | 2014/12/17 |
| 鹿港鎮公所               | 民權路與忠孝路口(公所大樓左側機車格)         | 48           | 2014/12/17 |
| 鹿東國小                 | 民主街/自治街口                              | 50           | 2015/2/7   |
| 福興第一停車場           | 復興路120號                                  | 60           | 2015/2/10  |
| 鹿港分局                 | 東興路295號                                  | 60           | 2015/2/18  |
| 鹿港高中                 | 中山路596號                                  | 118          | 2015/2/18  |
| 鹿港基督教醫院           | 自由路147號                                  | 50           | 2015/2/18  |
| 鹿港運動場(勞工教育學苑) | 建國路/中正路口                              | 58           | 2015/2/18  |
| 鹿港鎮立圖書館           | 公園路三路83號                               | 58           | 2015/2/18  |
| 鹿港頂厝公園             | 鹿興路47號                                   | 50           | 2015/3/12  |
| 文開國小(天后宮停車場)   | 復興南路/民生路口                            | 50           | 2015/4/2   |
| 復興南三民路口(摸乳巷)   | 復興路與三民路                               | 50           | 2015/4/2   |
| 鹿港文武廟               | 彰鹿路八段(文武廟前停車場)                   | 56           | 2015/4/2   |
| 鹿港國小                 | 三民路192號                                  | 20           | 2018/6/1   |

## 外部連結
- 彰化縣公共自行車官方網站 （页面存档备份，存于）
- MOOVO官方彰化縣站點網 （页面存档备份，存于）